# Susan Morrow
Pour les articles homonymes, voir Morrow.
Jacqueline Ann Teresa Bernadette Immoor — née le 25 mai 1931 à Teaneck (New Jersey), morte le 8 mai 1985 à San Diego (Californie) — est une actrice américaine, connue sous le nom de scène de Susan Morrow.

## Biographie
Au cinéma, Susan Morrow contribue à douze films américains, les trois premiers sortis en 1951, dont On the Loose (en) de Charles Lederer (avec Joan Evans et Melvyn Douglas).
Suivent notamment Le Fils de Géronimo de George Marshall (1952, avec Charlton Heston et Peter Hansen), Cat-Women of the Moon (en) d'Arthur Hilton (1953, avec Sonny Tufts et Marie Windsor) et Le Cri de la victoire de Raoul Walsh (1955, avec Van Heflin et Aldo Ray).
Son dernier film est Macabre (en) de William Castle (avec William Prince et Jim Backus), sorti en 1958.
À la télévision américaine, elle apparaît dans vingt-deux séries entre 1952 et 1960, après quoi elle se retire définitivement. Mentionnons Le Choix de... (un épisode, 1955), Gunsmoke (trois épisodes, 1957) et Perry Mason (un épisode, 1958).
Susan Morrow meurt prématurément à 53 ans, en 1985. Elle est la sœur de Judith Campbell (1934-1999).

## Filmographie partielle

### Cinéma
- 1951 : On the Loose de Charles Lederer : Catherine « Cathy »
- 1952 : Le Fils de Géronimo (The Savage) de George Marshall : Tally Hathersall
- 1952 : The Blazing Forest d'Edward Ludwig : Sharon Wilks
- 1953 : Cat-Women of the Moon d'Arthur Hilton : Lambda
- 1955 : Le Cri de la victoire (Battle Cry) de Raoul Walsh : Susan, l'amie de Ski
- 1958 : Macabre de William Castle : Sylvia Stevenson

### Télévision
(séries)
- 1955 : Le Choix de... (Screen Directors Playhouse), saison unique, épisode 6 Life of Vernon Hathaway de Norman Z. McLeod : Gloria Smith
- 1957 : Gunsmoke ou Police des plaines (Gunsmoke ou Marshal Dillon), saison 2, épisode 22 Skid Row de Ted Post, épisode 26 Last Fling d'Andrew V. McLaglen et épisode 32 Cheap Labor d'Andrew V. McLaglen : Ann (épisode 22) / Melanie
- 1958 : Perry Mason (première série), saison 1, épisode 17 La Nudiste navrée (The Case of the Sun Bather's Diary) de Ted Post : Arlene Dowling
- 1958 : Remous, saison 1, épisode 6 Female of the Species : Kay Dalton / Joanna Mason
- 1958 : Mike Hammer (Mickey Spillane's Mike Hammer, première série), saison 1, épisode 33 No Business Like... de Boris Sagal : Ann Fawcett
- 1960 : Maverick, saison 3, épisode 23 Iron Hand de Leslie Goodwins : Connie Coleman